# Pedro José Cevallos

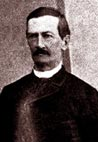
Pedro José Cevallos

Pedro José Cevallos Salvador (* 1830 in Quito; † 11. oder 16. November 1892) war ein ecuadorianischer Politiker, der unter anderem zwischen 1886 und 1890 Vizepräsident sowie 1888 kommissarischer Präsident von Ecuador war.

## Leben
Pedro José Cevallos Salvador, Sohn von Antonio Cevallos Valdez und Alegría Salvador y Gómez de la Torre, begann nach dem Besuch der Grundschule des Colegio de los padres Mercedarios und der weiterführenden Schule des Colegio Seminario 1848 ein Studium der Rechtswissenschaften an der Universidad Central del Ecuador (UCE). Nach dessen Abschluss nahm er 1858 eine Tätigkeit als Rechtsanwalt auf und war später Staatsanwalt sowie zeitweise Bürgermeister von Quito. Nach dem Rücktritt von Pablo Herrera González wurde er 1861 dessen Nachfolger als Sekretär der Verfassunggebenden Nationalversammlung (Asamblea Nacional Constituyente). Nach der Trennung von Gabriel García Moreno, mit dem er seit seiner Studienzeit befreundet war, unterstützte er 1865 die Präsidentschaftskandidatur von Jerónimo Carrión. Zwei Jahre später tat er dasselbe 1867 mit seinem Freund Francisco Javier Espinosa, den er 1869 verteidigte, als dieser von García Moreno gestürzt wurde.
1874 wurde Cevallos zum Richter am Obersten Gerichtshof von Quito (Corte Superior de Quito) ernannt und unterstützte nach der Ermordung García Morenos am 5. August 1875 die Präsidentschaftskandidatur von Dr. Antonio Borrero Cortázar. Als General Ignacio de Veintemilla Borrero am 8. September 1876 stürzte, schloss er sich trotz seiner Freundschaft mit dem neuen Herrscher der Opposition an und beteiligte sich 1882 persönlich und finanziell an den Bemühungen, Veintemillas Diktatur zu beenden. 1883 wurde er zum Richter am Obersten Gerichtshof (Corte Suprema de Justicia) ernannt und war als Vertreter der Provinz Pichincha Mitglied der verfassunggebenden Versammlung (Asamblea Constituyente).
Im März 1886 wurde Pedro José Cevallos mit Unterstützung des Präsidenten der Republik, Dr. José María Plácido Caamaño, zum Vizepräsidenten der Republik (Vicepresidente de la República de Ecuador)gewählt und bekleidete diese Funktion vom 1. Juli 1886 bis zum 30. Juni 1890. Nach dem Ende der Amtszeit von Plácido Caamaño war er als Vizepräsident vom 1. Juli bis zum 17. August 1888 kommissarischer Präsident von Ecuador (Presidente de la República), da sich der neu gewählte Präsident Antonio Flores Jijón bis zu seinem Amtsantritt am 17. August 1888 noch im Ausland befand. 1890 war er zum ordentlichen Mitglied der ecuadorianischen Sprachakademie (Academia Ecuatoriana de la Lengua) ernannt worden.
Nach Ablauf seiner Amtszeit als Vizepräsident wurde Cevallos am 16. April 1891 in der Regierung von Präsident Flores Jijón zum Außen- und Innenminister (Ministro de Relaciones Exteriores y de Gobierno) ernannt und behielt diese Ämter bis zum 15. August 1891. Im darauf folgenden Jahr ernannte ihn Präsident Luis Cordero Crespo am 1. Juli 1892 zum Minister für öffentliche Bildung (Ministro de Instrucción Pública), ein Amt, das er bis zu seinem Tod im November 1892 innehatte.

## Hintergrundliteratur
- Julio Castro: El doctor don Pedro J. Cevallos Salvador, Imprenta del gobierno, Quito 1892